# Piramis (együttes)
A Piramis magyar hard rock együttes, az 1970-es évek végének egyik legnépszerűbb hazai zenekara. 1982-es megszűnése után többször is megpróbálkoztak újjászervezni illetve emlékkoncertek erejéig újra összeálltak a tagok esetenként új tagokkal is kiegészülve.

## Története
Az együttest Som Lajos basszusgitáros, alapította a megszűnő Metro együttes néhány tagjával 1972 augusztusában.Ez a felállás nyugati vendéglátózással kezdett.  A folyamatos tagcserék ellenére folyamatosan jatszottak.   74-ben majd csatlakozott hozzájuk Gallai Péter billentyűs és énekes. Az ötödik tag Lévay Tibor billentyűs lett, az ő kiválása után, 1975-ben csatlakozott Révész Sándor, aki korábban a Generálban énekelt. Első kislemezüket A becsület és a Szállj fel magasra! dalokkal 1976-ban adta ki a Magyar Hanglemezgyártó Vállalat; mindkét dal nagy siker lett. Első, a zenekar nevét viselő nagylemezük 1977-ben jelent meg. A Metronóm ’77 fesztiválon közönségdíjat nyertek az Égni kell annak, aki gyújtani akar dalukkal, ami aztán Karda Beáta fesztiváldalával közös kislemezen is megjelent.
A Piramis rövid időn belül Magyarország legnagyobb rock-kedvence lett. 1978-as második albumuk után minden koncerttermet megtöltöttek. A következő évben megjelent harmadik albumból elődeihez hasonlóan több mint százezer példány kelt el, de a kritikusok az új dalokat már fanyalogva fogadták. A Piramis sikerkorszakát a budapesti Ifjúsági Parkban 1979 őszén rögzített A nagy buli koncertlemez zárta le. 1980-ban Nyugat-Európában megjelent egy angol nyelvű válogatásuk 9 számmal az első három nagylemez dalaiból.
A negyedik Piramis-album Erotika címmel jelent meg 1981-ben. A zenekar az aktuális trendeket követve megpróbált a rockból az új hullámra váltani, nem túl sikeresen. 1981. június 14-én keletnémet turnéjuk utolsó koncertjén Révész a színpadon jelentette be, hogy kilép az együttesből. A Som-Závodi-Köves-Gallai felállású Piramis négyesben folytatta; 1982-ben kiadott, Plusz című nagylemezükön újra Gallai énekelt. A zenekarnak még abban az évben vége lett, amikor Somot és Kövest aranycsempészés vádjával letartóztatták, majd elítélték.
1992-ben Révésszel tértek vissza. Eredetileg egy koncertre álltak volna össze a Budapest Sportcsarnokban, de a nagy érdeklődés miatt öt koncert lett belőle (az utolsó már 1993-ra csúszott). A koncertek előtt Egyiptomban, a piramisok előtt új videóklipet forgattak a Szállj fel magasra című régi slágerükhöz. Az egyaránt 50. születésnapját ünneplő Som és Závodi 1997-ben Száz év zene címmel adott ki közös nagylemezt, amelyen a Piramis nyolc dalát játszották fel újra különböző énekesekkel. 2006-ban újabb két Piramis-koncert következett, immár a Papp László Budapest Sportarénában. Némi árnyékot vetett az eseményre, hogy Som Lajos egészségi állapota miatt csak a koncertek elején és végén volt színpadon, helyette Paróczai Attila (Mini) játszott. A koncertekről 1992-ben és 2006-ban is készült hang- és képfelvétel. A zenekar 2009-ben alakult újjá Piramis Plusz néven Nyemcsók János (ex-Manhattan, Fix) énekessel. A megromlott egészségi állapotú Som helyén Vörös Gábor (Omen, ex-Ossian, Fahrenheit) lett a basszusgitáros. A Plusz utótagot fokozatosan elhagyták a névből.
2016-ban Révész és Závodi Piramis-évek címmel kezdtek közösen turnézni, ennek keretében 2017 nyarán játszottak a Várkert Bazárban, az egykori Ifipark helyén is. 2017. október 30-án elhunyt Som Lajos, a Piramis alapító basszusgitárosa. Az emlékkoncerteken 2019-től Gallai Pétert betegsége miatt Nyemcsok Bence helyettesítette a billentyűknél, aki hivatalosan is állandó tag lett. Gallai Péter 2019. szeptember 16-án elhunyt.

## Elismerések
- Transilvanian Music Awards –  Az év „örökzöld” zenekara (2013)
- Fonogram Életműdíj (2022)

## Tagjai
Vendégzenészek
- Kegye János – szaxofon (koncertek és stúdiófelvételek 1982)
- Gömöry Zsolt – billentyűs hangszerek (koncertek 1982)
- Paróczai Attila – basszusgitár (koncertek 2006)
- Nagy „Liszt” Zsolt – billentyűs hangszerek (koncertek 2009–2014?)
- Nyemcsok Bence – billentyűs hangszerek (koncertek 2014-től, később hivatalosan tag lett)
- Vilmányi Gábor (koncertek 2016–2023) – gitár

## Diszkográfia
Kislemezek
- A becsület / Szállj fel magasra! (1976)
- Kívánj igazi ünnepet! / Elment a kedved (1977)
- Metronóm '77: Égni kell annak, aki gyújtani akar (1977)

Stúdióalbumok
- Piramis (1977)
- Piramis 2. (1978)
- Piramis 3. (1979)
- Erotika (1981)
- Plusz (1982)

Koncertlemezek
- A nagy buli (1979) – Ifipark 1979
  - Égni kell
  - Túl nagyra nőttél
  - Szabadnak születtem
  - Őszintén akarok élni
  - Hív a sötét
  - A szerelem ördöge vagyok
  - Fénylő piramisok árnyékában
  - Csak rövid idő
  - A dal
  - Gyere közelebb
  - Másnap olyan hatalmas lett a világ
  - Nincs kegyelem
  - Ajándék
  - Csak néhány jó szó
  - A becsület
  - Kóbor angyal[6]
- Aranyalbum (1989) – válogatás két kiadatlan koncertfelvétellel (kazettán Ajándék címmel jelent meg)
- Szeress! (1993) – BS 1992
- Live – Sportaréna 2006 (2007)

Válogatások
- Piramis (1980) – remake válogatás angolul (Svédországban Rock Party címmel jelent meg 1981-ben)
- Exclusive (1992) – az angol nyelvű Piramis album dalai, valamint magyar kislemezdalok
- Som-Závodi: Száz év zene (1997) – remake válogatás
- Best of Piramis (2006)

Egyéb kiadványok
- A magyar rockzene hőskora (2000) – Reader's Digest válogatás
- Emberek Emberekért (2007) – Jótékonysági válogatás a leukémiás betegekért

## Videók
- Szeress! (2004) – BS 1992
- Live – Sportaréna 2006 (2007)